# Xã Carson, Quận Mississippi, Arkansas
Xã Carson (tiếng Anh: Carson Township) là một xã thuộc quận Mississippi, tiểu bang Arkansas, Hoa Kỳ. Năm 2010, dân số của xã này là 258 người.